# Brasil Verdade
Brasil Verdade é uma compilação de 4 médias-metragens realizados entre 1964 e 1965 e lançados na forma de um longa de episódios em 1968, que veio a se tornar um dos clássicos do documentário brasileiro.
A produção geral dos filmes foi de Thomas Farkas e todos eles tiveram músicas especialmente compostas por Gilberto Gil.

## Memória do Cangaço

### Sinopse
Com roteiro e direção de Paulo Gil Soares, trata sobre o Cangaço, movimento armado de bandoleiros que atuou no nordeste brasileiro na década de 1930, incluindo depoimentos de sobreviventes da luta (policiais e cangaceiros), análise do antropólogo Estácio de Lima e imagens originais de 1936, filmadas por Benjamin Abrahão, mascate que se infiltrou nas fileiras de Lampião (e que anos depois virou personagem do filme Baile Perfumado).

### Prêmios
- Prêmio Gaivota de Ouro e Prêmio Robert Flaherty, Festival Internacional do Filme, Rio de Janeiro, 1967
- Prêmio da Crítica, Festival de Tours, França, 1965
- Prêmio no VII Festival de Cinema dos Povos, Florença, Itália, 1966
- Melhor Documentário de curta-metragem, Festival de Berlim, 1966

## Nossa Escola de Samba

### Sinopse
Roteiro e direção de Manuel Horácio Gimenez, é um documentário social sobre o bairro carioca onde surge a Escola de Samba Unidos de Vila Isabel: o cotidiano do morro, as transformações que ocorrem todo ano quando se aproxima o Carnaval, os preparativos, os ensaios e finalmente o desfile na avenida.

### Prêmios
- Prêmio Dziga Vertov no Festival Internacional do Filme, Rio de Janeiro, 1967.
- Menção Especial no VIII Festival de Cinema dos Povos Florença, Itália, 1967

## Subterrâneos do Futebol

### Sinopse
Roteirizado em 1964 por Celso Brandão (texto), Clarice Herzog, João Batista de Andrade, Francisco Ramalho Jr. e dirigido por Maurice Capovilla, é exposto a paixão brasileira pelo futebol, o sonho de ascensão econômica dos jovens pobres que tentam ingressar na carreira de jogador e a válvula de escape das tensões sociais da maioria da população torcedora. Imagens de grandes jogos no Maracanã e no Pacaembu (nas quais aparecem o árbitro Armando Marques), com destaque para Pelé e o Santos, campeão paulista de 1964. Cenas com vários jogadores que participaram daquela campanha pelo clube santista: Pepe, Toninho Guerreiro, Lima, Coutinho, dentre outros. Às cenas dos grandes jogos são contrapostas disputas de partidas em campos de terra nos bairros pobres das grandes cidades. Luis Carlos Feijó, um jogador juvenil do Palmeiras, fala sobre ter interpretado Pelé em um filme. Nas imagens dele nos treinamentos, aparecem também outros jogadores famosos, como Vavá e Ademir da Guia, que estavam na equipe alvi-verde da época, além do treinador Vicente Feola. Outros depoimentos procuram mostrar a situação dos grandes astros, como Pelé, comparando-os com o desencanto de Zózimo, acusado de suborno, e do irmão de Pelé, que se define como um "jogador medíocre". Os jogadores reclamam ainda das longas excursões, do "passe" que os tornavam "escravos" do clube, da preocupação com as contusões e com a carreira curta de jogador de futebol.

### Premiação
- Prêmio no Festival de Filmes Esportivos da Itália, 1967
- Menção Especial no VIII Festival de Cinema dos Povos, Florença, Itália, 1967

## Viramundo

### Sinopse
Roteiro e direção de Geraldo Sarno, trata da migração de nordestinos para São Paulo e suas dificuldades de adaptação na grande cidade. Vários depoimentos emblemáticos: o operário que conseguiu se qualificar e arrumar emprego, o desempregado que pensa em voltar para o nordeste, o que veio e já voltou com mulher e 5 filhos.

### Premiação
- Prêmio Especial do Júri no Festival Internacional do Filme, Rio de Janeiro, 1965
- Grande Prêmio no IV Festival Internacional Évian, França, 1966
- Prêmio Especial do Júri no Festival de Mannheim, Alemanha, 1966
- Melhor Documentário, V Festival de Viña del Mar, Chile, 1967
- Melhor Documentário, Festival do Cinema Independente, Montevidéu, Uruguai, 1967.